# Crangon allmanni
Crangon allmanni, auch Furchengarnele genannt, ist eine Garnelenart aus der Gattung Crangon innerhalb der Familie der Crangonidae. Sie ist im Nordostatlantik heimisch und wird nicht kommerziell befischt.

## Merkmale
Crangon allmanni erreicht eine Körperlänge von bis zu 75 mm, ist aber gewöhnlich kürzer. Sie besitzt eine von bräunlich-graue bis rötlich-graue Farbe. Das kurze Rostrum hat etwa die halbe Länge der Augen und ist schmal mit gerundeter Spitze. Der Carapax ist bis auf einen Dorsalstachel und ein Paar Seitenstacheln (Branchiostegalstachel) glatt. Durch eine tiefe, longitudinale, dorsale Furche auf dem sechsten und somit hintersten Pleonsegment unterscheidet sich Crangon allmanni von der Nordseegarnele (Crangon crangon). Parallel zur Furche verläuft auf jeder Seite eine Erhebung (Carinae). Am Telson befinden sich zwei Paare von kleinen Seitendornen.
Männliche und weibliche Exemplare lassen sich durch eine mikroskopische Untersuchung der Schwimmbeine bestimmen. Am Endopodit des zweiten Schwimmbeines der männlichen Tiere befindet sich ein klammerartiger Anhang (Appendix masculina).

## Verbreitung und Lebensraum
Die Vorkommen von Crangon allmanni sind auf die östliche Boreale Zone des Atlantischen Ozeans beschränkt. Die Art ist vom Weißmeer bis zur Biskaya sowie in der gesamten Nordsee, bei Island und im Kattegat verbreitet. Man findet sie in Tiefen von 20 bis 250 m, gelegentlich bis 360 m. Sie kommt auf sandigem oder schlickigem Meeresgrund vor.

## Lebensweise
Crangon allmanni ernährt sich hauptsächlich von Krebstieren (Crustacea) und von Ringelwürmern (Annelida). Daneben werden Weichtiere (Mollusca), Foraminiferen (Foraminifera) und Schlangensterne (Ophiuroidea) gefressen. In den Mägen einiger Exemplare wurden Schuppen von Wittlingen gefunden.
Crangon allmanni ist getrenntgeschlechtlich. Die ersten eiertragenden Weibchen erscheinen in geringer Zahl am Ende der ersten Dezemberwoche. Im April und im Mai erreicht die Anzahl eiertragender Weibchen mit 26 % ein Maximum, ein weiteres Maximum zeigt sich bei Offshore-Populationen im Juli. Neu gelegte Eier sind durchscheinend goldfarben, rund und 0,39 mm im Durchmesser. Im Laufe der Entwicklung werden die Eier länglich und erreichen bis zum Schlüpfen eine Länge von etwa 0,69 mm. Die Weibchen tragen im Schnitt bis zu 2500 Eier, größere Exemplare können bis 7000 Eier tragen. Die Entwicklungszeit zur Larve beträgt etwa sieben Wochen. Die meisten Tiere erreichen ein Alter von drei Jahren, einige werden ein Jahr älter. Möglicherweise sterben Männchen früher, kurz nach der Kopulation.

## Etymologie
Mit dem Artepitheton allmanni ehrte der Erstbeschreiber John R. Kinahan den irischen Naturforscher George J. Allman. Nach Allen ist die Schreibweise allmanni ein Lapsus calami (Schreibfehler) und die korrekte Schreibweise müsste allmani lauten.